# Tirar shade
Las expresiones «tirar shade», «lanzar shade» o simplemente «shade» son términos del argot para un cierto tipo de insulto, a menudo no verbal. La periodista Anna Holmes llamó al shade "el arte del insulto de soslayo". Merriam-Webster lo define como "una expresión sutil y burlona de desprecio o disgusto hacia alguien, a veces verbal y a veces no".

## Historia
El término se puede encontrar en la novela de Jane Austen Mansfield Park (1814). El joven Edmund Bertram se muestra disgustado por el desdén que un invitado a la cena hace hacia el tío que la acogió: "Con sentimientos tan cálidos y un espíritu tan animado, debe ser difícil hacer justicia a su afecto por la señora Crawford sin arrojar una sombra (shade) sobre el almirante".
Según el especialista en estudios de género John C. Hawley, la expresión "tirar shade" fue utilizada en la década de 1980 por la clase trabajadora de la ciudad de Nueva York en la "cultura del ballroom y el voguing". Escribe que se refiere a "los procesos de una disimulación realizada públicamente que tiene como objetivo ya sea protegerse del ridículo o atacar verbal o psicológicamente a otros de una manera altiva o despectiva".

## Uso posterior
El primer uso importante de "shade" que introdujo la jerga al gran público fue en el documental de Jennie Livingston, Paris Is Burning (1990), sobre la escena drag de mediados de los años 1980 en Manhattan. En el documental, una de las drag queens, Dorian Corey, explica que el shade proviene de la "lectura", la "verdadera forma de arte de los insultos". El shade es una forma desarrollada de lectura: "El shade es, no te digo que eres fea. Pero no tengo que decírtelo, porque tú sabes que eres fea. Y eso es shade".
Willi Ninja, que también apareció en Paris Is Burning, describió "shade" en 1994 como una "respuesta no verbal al abuso verbal o no verbal. Shade se trata de usar ciertos gestos en la batalla. Si me dijeras algo desagradable, simplemente me volvería hacia ti y te daría una mirada como: 'Perra, por favor, ni siquiera vales mi tiempo, sigue'. ... Es como ver a Joan Collins enfrentarse a Linda Evans en Dinastía;... O cuando George Bush compitió contra Bill Clinton, estaban tirando shade. ¿Quién recibió el shade más grande? Bush, porque Clinton ganó". Una carta al editor del New York Times en 1993 criticó al periódico por comentar sobre el cabello de Bill Clinton: "Los Sunday Stylers son las últimas personas que esperaría que arrojaran shade sobre las actividades del presidente Bill en cuanto al cabello".
Según E. Patrick Johnson, hacer comentarios ofensivos es ignorar a alguien: "Si una persona que hace comentarios ofensivos desea reconocer la presencia de un tercero, puede poner los ojos en blanco y el cuello al mismo tiempo que saca los labios. Las personas hacen comentarios ofensivos si no les gusta una persona en particular o si esa persona las ha menospreciado en el pasado. Sin embargo, en el modo lúdico, una persona puede insultar a otra persona con la que es mejor amiga."
La expresión se popularizó aún más con el reality show estadounidense RuPaul's Drag Race, que se estrenó en 2009. En 2015, Anna Holmes de The New York Times Magazine escribió:

El "Shade" puede tomar muchas formas: una mirada intensa y profunda que podría ser agresiva o inquisitiva, un cumplido que podría interpretarse como todo lo contrario. E. Patrick Johnson, quien enseña estudios de performance y estudios afroamericanos en la Universidad Northwestern, y que ha escrito sobre la tradición de los insultos en las comunidades gays y negras, explica: "Si alguien entra en una habitación con un vestido horrible, pero no quieres decir que es horrible, podrías decir: 'Oooh... ¡mírate!'" En su forma más refinada, el "Shade" debería tener un elemento de negación plausible, para que quien la lanza pueda fingir que no tenía la intención de comportarse de manera descortés, lo que lo hace aún más delicioso.